# Johan Laurell
Johan Laurell var en svensk dekorations- och kyrkomålare verksam i mitten av 1700-talet
Laurel skrevs in som lärgosse till Olof Collander i Göteborgs Målareämbete 1728. Han utförde målningar i Korsberga kyrka 1734-1735 och Valtorps kyrka 1737. Tillsammans med Carl Gustaf Hoijst utförde han målningar i Fullösa kyrka 1756. Under 1750-talet utförde han en del målningar i Kinne-Vedums kyrka.  